# Romain Couprie
Pour les articles homonymes, voir Couprie.
Pas d'image ? Cliquez ici
Romain Couprie, né le 28 mai 1985, est un pilote français de quad.

## Biographie
Romain Couprie naît le 28 mai 1985. À 6 ans, il s’initie au motocross et prend les choses suffisamment au sérieux pour disputer des compétitions jusqu’à l’âge de 15 ans. C’est à ce moment qu’il commence le quad.
Dans les années 2000 et années 2010, il accumule les victoires et les podiums dans les compétitions de quad (notamment les 12 h de Pont-de-Vaux,, le Quaduropale du Touquet, les Rondes des sables d'Hossegor-Capbreton, les Rondes des sables de Loon-Plage,, ou encore les Beach-Cross de Berck )  et les championnats. Il est six fois Champion de France de Quad Cross, et trois fois Champions d'Europe de Quad Cross. Il devient également deux fois Champion de France de courses sur sable, en 2010 et en 2020.

## Palmarès

### 12hde Pont-de-Vaux
- 12 Heures de Pont-de-Vaux :
  - 2017 : Vainqueur des 12 h avec Antoine Cheurlin et Randy Naveaux
  - 2015 : Vainqueur des 12 h avec Yoann Gillouin et Clément Jay
  - 2014 : Vainqueur des 12 h avec Jérémie Warnia
  - 2011 : Vainqueur des 12 h avec Matthieu Ternynck[2]
  - 2010 : Vainqueur des 12 h avec Joe Maessen et Paul Holmes[3]
  - 2008 : Vainqueur des 12 h avec Clément Jay

### Championnats d'Europe de Quad Cross
- Championnat d'Europe de Quad Cross :
  - 2011 : Champion d'Europe
  - 2010 : Champion d'Europe[8]
  - 2008 : Champion d'Europe

### Championnats de France de Quad Cross
- Championnat de France Quad Cross Élite :
  - 2015 : Vice-champion de France Quad Cross Elite
  - 2014 : Vice-champion de France Quad Cross Elite
  - 2013 : Vice-champion de France Quad Cross Elite
  - 2012 : Vice-champion de France Quad Cross Elite
  - 2011 : Champion de France Quad Cross Elite
  - 2010 : Champion de France Quad Cross Elite
  - 2009 : Champion de France Quad Cross Elite
  - 2008 : Champion de France Quad Cross Elite
  - 2007 : Champion de France Quad Cross Elite
  - 2006 : Champion de France Quad Cross Elite

### Championnat de France de courses sur sable
- Championnat de France des sables
  - 2010 : Champion de France[8]
  - 2020 : Champion de France[9]

### Quaduropale du Touquet
- Quaduropale :
  - 2014 : Vainqueur[4]
  - 2012 : 2e
  - 2010 : 2e
  - 2009 : Vainqueur[4]
  - 2008 : Vainqueur
  - 2007 : Vainqueur avec Blaise Parent
  - 2006 : Vainqueur avec Blaise Parent
  - 2005 : 2e avec Matthieu Ternynck
  - 2004 : Vainqueur avec Pascal De Palma
  - 2003 : 2e avec Jérôme Fournier

### Ronde des sables d'Hossegor-Capbreton
- Ronde des sables d'Hossegor-Capbreton :
  - 2010 : 2e
  - 2018 : Vainqueur[5]

### Ronde des sables de Loon-Plage
- Ronde des sables de Loon-Plage
  - 2018 : Vainqueur[6]
  - 2019 : Vainqueur[7]

### Beach-Cross de Berck
- Beach-Cross de Berck :
  - 2006 : Vainqueur[10]
  - 2010 : Vainqueur[8]
  - 2011 : Vainqueur[11]
  - 2018 : Vainqueur
  - 2019 : Vainqueur
  - 2021 : Vainqueur[12]